# Skeptical Minds
Skeptical Minds — це бельгійський метал-гурт із жіночим вокалом, створений у 2002 році. У своїй музиці поєднують електроніку з готичиним металом.

## Історія гурту
У 2005 році гурт випустив свій перший студійний альбом "Rent to Kill". Після чого їхня популярність зростає завдяки участі в двох відомих фестивалях. На фестивалі Rotonde Festival, що в Ірсоні (Франція), гурт зробив сенсацію виступаючи поряд із Lacuna Coil, Moonspell, Epica та Apocalyptica. Другим великим фестивалем був Metal Female Voices Fest III, що в Бельгії. Там вони за один день продали 130 копій свого альбому і отримали багато позитивних відгуків.
В кінці 2005 року гурт укладає угоду з лейблом FYB-Records в Бельгії. А в серпню 2006 року підписує угоду з американським лейблом Sirenette Records, для поширення альбому "Rent to Kill" у США, Мексиці та Канаді.
У 2007 році вийшла збірка пісень "The Beauty Must Die".
У жовтні 2010 року, під час фестивалю Metal Female Voices Fest IIX, було презентовано другий студійний альбом "Skepticalized". Наступного року гурт підписав угоду про дистрибуцію цього альбому з німецькою компанією Twillight.  
2011 року група випустила DVD-диск під назвою "Watch Your Live" із записом живого концерту на MFVF в 2010 році. До диску додавався спеціальний комікс "Broken Dolls".

## Склад гурту
- Karolina Pacan (Польща) — вокал
- Michel Stiakakis (Греція) — гітара
- Benjamin Lazzano (Італія) — ударні
- Adrien Josson (Бельгия) — бас-гітара

## Дискографія

### Демо
- 2003: «First Experiment»

### Студійні альбоми
- 2005: «Rent to Kill»
- 2010: «Skepticalized»
- 2015: «Omega Thanatos» + комікс

### Міні-альбоми (EP)
- 2007: «The Beauty Must Die»
- 2013: «Living in a movie»

### Концертні альбоми
- 2011: «Watch Your Live» (+ комікс "Broken Dolls")
- 2014: «Run For Your Live»